# 道の駅三野
道の駅三野（みちのえき みの）は、徳島県三好市にある徳島県道12号鳴門池田線の道の駅である。2002年開業。2023年8月～リフレッシュオープン。

## 施設
- 駐車場
  - 普通車：16台
  - 大型車：3台
  - 身障者用：1台
- トイレ
  - 男：7器
  - 女：5器
  - 身障者用：1器
- 公衆電話
- ののの食堂（定食・自家製ラーメン、丼、うどん、そば、アイス、和紅茶、柚子スカッシュなど）
- 農産物直売所
- 観光情報コーナー
- 2階：展望ウッドデッキ
- 2階：カフェスペース、板間座敷スペース

休館日
- 毎週火曜日（道の駅三野・ののの食堂）
- 年末年始（農産物直売所）

道の駅三野（ののの食堂）のメニュー
- 各種定食（日替わり、だしまき、からあげ、とんかつ、エビフライなど）
- 自家製のののラーメン（とんこつ＆鶏ガラスープ、醤油系、自家製チャーシュー、細目生麺）
- 丼（親子、カツ丼、うな丼）
- 麺類（うどん、そば）
- ご当地ドリンク（柚子スカッシュ、和紅茶など）
- 夏季限定かき氷（24年：いちご、抹茶、きな粉黒蜜、珈琲ミルク、マンゴー）
- 【イベント】10月新米シーズン『おむすびビュッフェ』
- 【イベント】10月新栗シーズン『新栗おやつフェア』
- 【イベント】12月はれひめ解禁日『はれひめデザートフェア』パフェ、菓子なども販売
- 【期間限定】2月～3月：週末限定『紅はるかのおやつ芋天』販売

道の駅三野（産直市）で購入できる三野町の特産品
- 12月～１月：はれひめみかん
- 2月～3月：八朔、菜の花、その他柑橘類
- 10月～：新米

道の駅三野（ののの食堂）で購入できる三好の特産品
- 郷土菓子（はりまや製菓：いのこ菓子、三好長慶ロール、ようかんなど）

- 三好のお茶（曲風園：緑茶、ほうじ茶、和紅茶など）
- 三好の調味料（真鍋本家（真鶴）：鮎の姿煮、もろみの素、ゆず味噌、刺身醤油など）
- 天空の徳島ゆず（中村農園：柚子ジュレ、柚子シロップ）
- 酒粕調味料（西山そらの学校：白いマサラ）
- スパイス調味料（西山そらの学校：そらのカレー粉）
- マフイン（みゅげ：季節のマフイン）
- 三好の雑穀（東祖谷雑穀生産組合：やつまた、きび、そば米など）
- 三好の手仕事（三好ラグ、ヤマハチ：ミシン刺繍の特産モチーフブローチ）
- よもぎ商品（ヨモギの清水：ヨモギの入浴剤、ヨモギの粉末など）
- ３LOVE BAG（三好＝３LOVE、ご当地バッグ）
- ハンドメイド小物（レインボー：ポーチやバッグなど）
- その他、半田そうめんなどを販売

## アクセス
- 徳島県道12号鳴門池田線 - 登録路線

## 周辺
- 吉野川
- 徳島自動車道